# Chad Durbin
Pour les articles homonymes, voir Durbin.
Chad Durbin (né le 3 décembre 1977 à Spring Valley, Illinois, États-Unis) est un lanceur de relève droitier au baseball qui a joué en Ligue majeure de 1999 à 2013.

## Carrière
Après des études secondaires à la Woodlawn High School de Bâton-Rouge (Louisiane), Chad Durbin est drafté le 4 juin 1996 par les Royals de Kansas City au troisième tour de sélection. Il signe son premier contrat professionnel le 5 juin 1996.
Il passe quatre saisons en Ligues mineures avant d'effectuer ses débuts en Ligue majeure le 26 septembre 1999. Durbin joue sous les couleurs de Kansas City jusqu'à la fin de la saison 2002. Utilisé comme lanceur partant à ses débuts, il devient enclos de relève lors de son passage en 2003 et 2004 chez les Indians de Cleveland.
Libéré en 2004 par les Indians, il termine la saison avec les Diamondbacks de l'Arizona, qui le réclament au ballotage. Engagé par les Nationals de Washington, il passe la saison 2005 avec les Zephyrs de la Nouvelle-Orléans, le club-école de l'équipe, et n'apparaît pas en Ligue majeure pour un an.
Il rejoint les Tigers de Detroit pour deux ans. En 2007, ceux-ci lui donnent la chance de débuter 16 de ses 39 parties jouées.
Durbin s'aligne depuis 2008 avec les Phillies de Philadelphie. À sa première saison pour sa nouvelle équipe, il maintient une très bonne moyenne de points mérités en relève de 2,87 et fait partie de la formation championne de la Série mondiale.
Il rejoint les Indians de Cleveland le 1er mars 2011 en s'engageant pour une saison. Il effectue 56 présences au monticule avec l'équipe en 2011 et présente une moyenne de points mérités de 5,53.
Le 1er février 2012, Durbin accepte un contrat des ligues mineures chez les Nationals de Washington. Libéré à la fin de l'entraînement de printemps des Nationals, il est mis sous contrat le 3 avril par les Braves d'Atlanta. Il est utilisé par les Braves dans 76 parties en 2012 et conserve une moyenne de points mérités de 3,10 en 61 manches de travail, avec quatre victoires, une défaite et un sauvetage.
Le 29 janvier 2013, Durbin signe un contrat d'un an avec l'une de ses anciennes équipes, les  Phillies de Philadelphie.

## Statistiques
| Saison | Équipe       | G   | GS | CG | SHO | V  | D  | SV | IP    | SO  | ERA   |
| ------ | ------------ | --- | -- | -- | --- | -- | -- | -- | ----- | --- | ----- |
| 1999   | Kansas City  | 1   | 0  | 0  | 0   | 0  | 0  | 0  | 2.1   | 3   | 0,00  |
| 2000   | Kansas City  | 16  | 16 | 0  | 0   | 2  | 5  | 0  | 72.1  | 37  | 8,21  |
| 2001   | Kansas City  | 29  | 29 | 2  | 0   | 9  | 16 | 0  | 179.0 | 95  | 4,93  |
| 2002   | Kansas City  | 2   | 2  | 0  | 0   | 0  | 1  | 0  | 8.1   | 5   | 11,88 |
| 2003   | Cleveland    | 3   | 1  | 1  | 0   | 0  | 1  | 0  | 8.2   | 8   | 7,27  |
| 2004   | Cleveland    | 17  | 8  | 0  | 0   | 5  | 6  | 0  | 51.1  | 38  | 6,66  |
| 2004   | Arizona      | 7   | 0  | 0  | 0   | 1  | 1  | 0  | 9.1   | 10  | 8,68  |
| 2006   | Détroit      | 3   | 0  | 0  | 0   | 0  | 0  | 0  | 6.0   | 3   | 1,50  |
| 2007   | Détroit      | 36  | 19 | 0  | 0   | 8  | 7  | 1  | 127.2 | 66  | 4,72  |
| 2008   | Philadelphie | 71  | 0  | 0  | 0   | 5  | 4  | 1  | 87.2  | 63  | 2,87  |
| 2009   | Philadelphie | 59  | 0  | 0  | 0   | 2  | 2  | 2  | 69.2  | 62  | 4,39  |
| 2010   | Philadelphie | 64  | 0  | 0  | 0   | 4  | 1  | 0  | 68.2  | 63  | 3,80  |
| Totaux | Totaux       | 308 | 75 | 3  | 0   | 36 | 44 | 4  | 691.0 | 453 | 5,05  |

| Saison | Équipe       | G  | GS | CG | SHO | V | D | SV | IP   | SO | ERA  |
| ------ | ------------ | -- | -- | -- | --- | - | - | -- | ---- | -- | ---- |
| 2008   | Philadelphie | 6  | 0  | 0  | 0   | 0 | 0 | 0  | 3.1  | 3  |      |
| 2009   | Philadelphie | 7  | 0  | 0  | 0   | 2 | 0 | 0  | 5.1  | 3  |      |
| 2010   | Philadelphie | 2  | 0  | 0  | 0   | 0 | 0 | 0  | 1.1  | 1  |      |
| Totaux | Totaux       | 15 | 0  | 0  | 0   | 2 | 0 | 0  | 10.0 | 7  | 6,30 |

Note : G = Matches joués ; GS = Matches comme lanceur partant ; CG = Matches complets ; SHO = Blanchissages ; 
V = Victoires ; D = Défaites ; SV = Sauvetages ; IP = Manches lancées ; SO = Retraits sur des prises ; ERA = Moyenne de points mérités.